# Nyctemera galbanum
Nyctemera galbanum là một loài bướm đêm thuộc phân họ Arctiinae, họ Erebidae.